# مدال مكفف القدم
مدال مكفف القدم أو زبابة قضاعية أو مدال مائي (الاسم العلمي: Limnogale mergulus)، نوع من الثدييات المنتمية إلى فصيلة المداليات. موطنه مدغشقر. وهو النوع الوحيد المعروف من المداليات زعنفية القدم. ويوجد في شرق مدغشقر، وخاصة في مُنتزه رانومافانا الوطني وما حولها. ينمو إلى ما بين 25 و39 سم، وكان يُعتقد إنهُ قد انقرض. قوته سرطان البحر والحشرات المائية وجراد البحر. يزن ما بين 40 و60 غراما.